# Grigorij Ivanovič Orlov
Grigorij Ivanovič Orlov (in russo Орлов, Григорий Иванович?; 1685 – Mosca, 12 aprile 1746) è stato un militare e politico russo capostipite della famiglia Orlov.

## Biografia
Era il figlio di Ivan Ivanovič Orlov, striapchi di corte, che morì nel 1693.

## Carriera
Intrapresa da giovane la carriera militare, prese parte alla guerra russo-turca e a quella del Nord, distinguendosi in molte battaglie, ottenne il grado di colonnello, nel 1735 fu inviato nella provincia di Vjatska e poi congedato nel 1738 col grado di maggiore generale. Il 17 aprile 1742 venne nominato governatore di Novgorod con il grado di consigliere di stato.

## Matrimonio
Sposò Luker'ja Ivanovna Zinov'eva ed ebbero sei figli:
- Ivan (1733-1791)
- Grigorij (1734-1783)
- Aleksej (1737-1808)
- Fëdor (1741-1796)
- Michail (nato e morto nel 1742)
- Vladimir (1743-1831)

## Morte
Morì il 12  aprile 1746 e fu sepolto a Mosca, nella chiesa del grande martire Giorgio il Vittorioso, che si trova a Vspolye (la chiesa fu demolita nel 1932 e la sua tomba fu perduta).